# Asmus Nicolai Clausen
Asmus Nicolai Clausen (Flensburg, 1911. június 2. – Atlanti-óceán, 1943. május 16.) német tengeralattjáró-kapitány volt a második világháborúban. Huszonnégy hajót (74 807 brt) süllyesztett el.

## Pályafutása
Clausen 1929 októberében lépett be a Német Birodalmi Haditengerészetbe matrózként. A következő éveket a T–185 és a G–10 torpedónaszádon, majd a Gorch Fock iskolahajón szolgált. 1935 szeptemberében áthelyezték az új tengeralattjárós egységhez, és néhány hónap kiképzés után, 1936 áprilisában az U–26-ra helyezték. 1937 márciusában a mürwiki haditengerészeti akadémia hallgatója lett. Következő szolgálati helye az Admiral Graf Spee csatacirkáló, majd az M–143 aknaszedő lett.
A háború kitörésekor, 1939 őszén korábbi búvárhajó-parancsnoka, Werner Hartmann kapitány igényt tartott a szolgálataira, és az U–37 első tisztjének nevezték ki. Három őrjáratot teljesített, főleg az Atlanti-óceán északi részén. Első harci küldetése után személyesen Karl Dönitztől vehette át a másodosztályú Vaskeresztet.
Clausen 1940 augusztusában kinevezték az U–37 parancsnokának, de őrjáratot nem tett. Két hónap múlva visszatért az U–37-re, és annak kapitánya lett. A tengeralattjáróval három harci küldetést teljesített, majd 1941 májusában áthelyezték az U–129-re, amellyel négy bevetésen vett részt. Első három küldetése sikertelenül végződött új hajójával, de a következő úton, a Karib-tengeren hét hajót süllyesztett el. Ezért a bevetésért megkapta a Lovagkeresztet. 1942 májusában átadta a hajó parancsnokságát Hans-Ludwig Wittnek.
1942. júliusban az U–182 parancsnoka lett. Első útján, az Indiai-óceánon öt szövetséges hajót küldött hullámsírba. A hazavezető úton, 1943. május 16-án a USS MacKenzie romboló megsemmisítette a tengeralattjárót. Clausen és összes tengerésztársa meghalt.

## Összegzés
| Hajója | Parancsnoki szolgálata                  | Őrjáratok száma | Őrjáratok hossza (nap) | Eltalált hajók száma | Eltalált hajók vízkiszorítása (brt) |
| ------ | --------------------------------------- | --------------- | ---------------------- | -------------------- | ----------------------------------- |
| U–142  | 1940. szeptember 4. – 1940. október 13. | 0               | 0                      | 0                    | 0                                   |
| U–37   | 1940. október 26. – 1941. május 2.      | 3               | 85                     | 12                   | 19 123                              |
| U–129  | 1941. május 21. – 1942. május 13.       | 4               | 180                    | 7                    | 25 613                              |
| U–182  | 1942. június 30. – 1943. május 16.      | 1               | 159                    | 5                    | 30 071                              |
|        | Összesen                                | 8               | 424                    | 24                   | 74 807                              |

## Elsüllyesztett és megrongált hajók
| Búvárhajó | Nap                | Hajó               | Nemzetisége        | Vízkiszorítása (brt) |
| --------- | ------------------ | ------------------ | ------------------ | -------------------- |
| U–37      | 1940. december 1.  | Palmella           | Egyesült Királyság | 1578                 |
| U–37      | 1940. december 2.  | Gwalia             | Svédország         | 1258                 |
| U–37      | 1940. december 2.  | Jeanne M.          | Egyesült Királyság | 2465                 |
| U–37      | 1940. december 4.  | Daphne             | Svédország         | 1513                 |
| U–37      | 1940. december 16. | San Carlos         | Spanyolország      | 223                  |
| U–37      | 1940. december 16. | Rhöne              | Franciaország      | 2785                 |
| U–37      | 1940. december 19. | Sfax*              | Franciaország      | 1379                 |
| U–37      | 1941. február 9.   | Courland           | Egyesült Királyság | 1325                 |
| U–37      | 1941. február 9.   | Estrellano         | Egyesült Királyság | 1983                 |
| U–37      | 1941. március 10.  | Brandenburg        | Egyesült Királyság | 1473                 |
| U–37      | 1941. március 7.   | Mentor             | Görögország        | 3050                 |
| U–37      | 1941. április 12.  | Pétursey           | Izland             | 91                   |
| U–129     | 1942. február 20.  | Nordvangen         | Norvégia           | 2400                 |
| U–129     | 1942. február 23.  | George L. Torian   | Kanada             | 1754                 |
| U–129     | 1942. február 23.  | West Zeda          | Egyesült Államok   | 5658                 |
| U–129     | 1942. február 23.  | Lennox             | Kanada             | 1904                 |
| U–129     | 1942. február 28.  | Bayou              | Panama             | 2605                 |
| U–129     | 1942. március 3.   | Mary               | Egyesült Államok   | 5104                 |
| U–129     | 1942. március 7.   | Steel Age          | Egyesült Államok   | 6188                 |
| U–129     | 1943. január 15.   | Ocean Courage      | Egyesült Királyság | 7173                 |
| U–129     | 1943. február 17.  | Llanashe           | Egyesült Királyság | 4836                 |
| U–129     | 1943. március 10.  | Richard D. Spaight | Egyesült Államok   | 7177                 |
| U–129     | 1943. április 5.   | Aloe               | Egyesült Királyság | 5047                 |
| U–129     | 1943. május 1.     | Adelfotis          | Görögország        | 5838                 |

* Tengeralattjáró